# Antonio Labriola
Antonio Labriola (Cassino, 2. srpnja 1843. — Rim, 12. veljače 1904.) bio je talijanski filozof i profesor na Sveučilištu La Sapienza u Rimu. 
Najznačajniji je kao utemeljitelj talijanske filozofije prakse, kojom je utjecao na razvoj talijanske socijalističke misli.
Iako je isprva podržavao stranke desnice, zbog korupcije u talijanskoj politici počeo je 1885. godine artikulirati socijalističke stavove. Prvi je talijanski sveučilišni profesor koji je predavao o marksizmu. To se dogodilo u sklopu njegovih predavanja iz povijesti filozofije 1889. godine. Prevoditelj je Manifesta komunističke partije na talijanski.

## Vanjske poveznice
- Antonio Labriola Na Marxists Internet Archive